# Fundo Soberano de Angola
Der Fundo Soberano de Angola (FSDEA) ist der Staatsfonds von Angola. Er ist Mitglied des Internationalen Forums der Staatsfonds und hat sich daher den Santiago-Prinzipien für bewährte Verfahren bei der Verwaltung von Staatsfonds angeschlossen. Der FSDEA soll eine wichtige Rolle bei der Förderung der sozialen und wirtschaftlichen Entwicklung Angolas und der Schaffung von Wohlstand für die Bevölkerung spielen.

## Geschichte
Am 20. November 2008 kündigte Angolas Präsident José Eduardo dos Santos die Einrichtung einer Sonderkommission an, um die Grundlagen für einen neuen Staatsfonds zu schaffen, „um Wachstum, Wohlstand sowie die soziale und wirtschaftliche Entwicklung in ganz Angola zu fördern“. 2011 wurde der Fonds ratifiziert und als „Fundo Soberano de Angola“ gegründet. Er ersetzte den ehemaligen Fundo Petrolífero de Angola (Öl-Infrastrukturfonds).
Bei seiner Gründung war er nach dem botswanischen Pula Fund der zweitgrößte Investmentfonds in Subsahara-Afrika mit einem Anfangskapital von 5 Milliarden US-Dollar.
Es ist außerdem vorgesehen, dass er jährlich zusätzliche Mittel im Wert von 100.000 Barrel Öl pro Tag (5,6 % der gesamten täglichen Erdölproduktion) erhält. Der Wert dieses Volumens dürfte sich auf etwa 3,5 Milliarden US-Dollar pro Jahr belaufen. Am 12. Januar 2018 wählte João Lourenço, als Präsident der Republik, die neue Verwaltung des Staatsfonds von Angola und forderte sie auf, die „wichtige Rolle“ der Institution in der Wirtschaft des Landes wiederherzustellen, um „eine effizientere und transparentere Nutzung der strategischen Ressourcen des Staates“ zu gewährleisten.
Der Fundo Soberano de Angola (FSDEA) erzielte 2023 eine bemerkenswerte Wende. Er verzeichnete einen Rekordnettogewinn von 199,35 Millionen US-Dollar. Dies entspricht einer Steigerung von 201 % gegenüber dem Vorjahr.
Im Dezember 2024 verwaltete der Fonds ein Vermögen von 3,9 Milliarden US-Dollar.

## Portfolio
Die Hälfte der Mittel wird in alternative Anlagen, vor allem in den Bereichen Landwirtschaft, Bergbau, Infrastruktur und Immobilien – mit besonderem Schwerpunkt auf dem Gastgewerbe – in Angola und dem Kontinent investiert. 
Der Rest des Portfolios wird in hochwertige Barmittel und festverzinsliche Wertpapiere staatlicher Emittenten, globale und Schwellenländeraktien sowie weitere alternative Anlagen weltweit investiert. 
Maximal 7,5 % des Portfolios dürfen für soziale Entwicklungsprojekte in Bereichen wie Bildung, Einkommensgenerierung, Zugang zu sauberem Wasser, Gesundheitsversorgung und Energie verwendet werden. Ein erstes Projekt war Kamba Dyami im Rahmen von „One Laptop per Child“.
Am 30. März 2016 gab die FSDEA bekannt, zehn Projekte in den Bereichen Gesundheit, Bildung, Wasserversorgung und Unternehmertum in den Provinzen Cabinda, Bengo, Huambo, Bié, Cunene, Benguela und Kwanza Norte im Wert von 12 Millionen US-Dollar zu finanzieren. Außerdem wurde das Programm „Kijinga“ gestartet, das den Wiederaufbau der alten Seifenfabrik „Super“ zum Ziel hat. 
FSDEA hat 2014 einen Hotelfonds für Afrika mit 500 Millionen US-Dollar aufgelegt.

## Mitgliedschaften
Er ist Mitglied im International Forum of Sovereign Wealth Funds (IFSWF) und hat sich damit verbunden auch den Santiago-Prinzipien für angemessenes Handeln und ordentlicher Geschäftstätigkeit verschrieben.